# Dorfkirche Kopitzsch

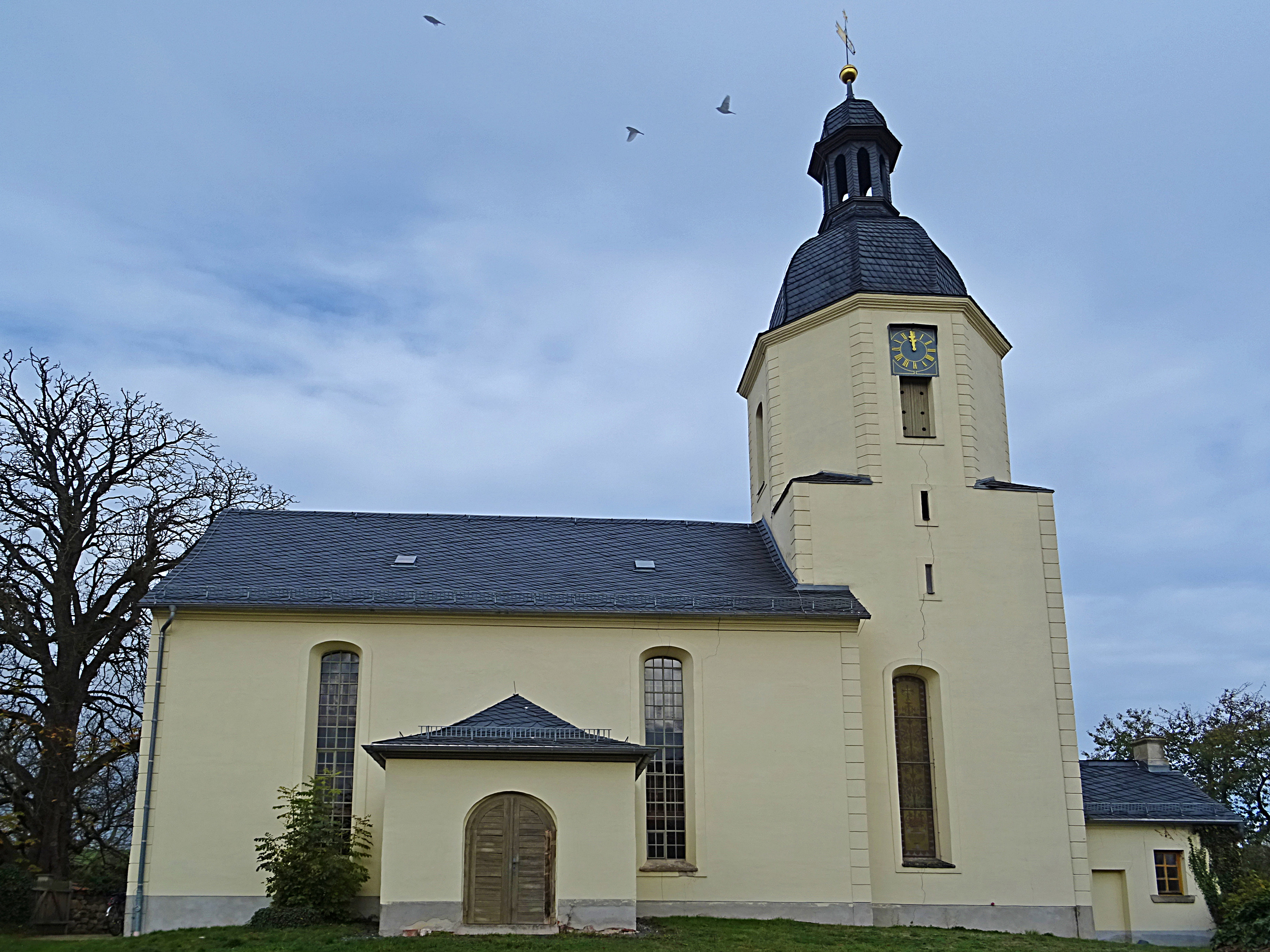
Dorfkirche Kopitzsch

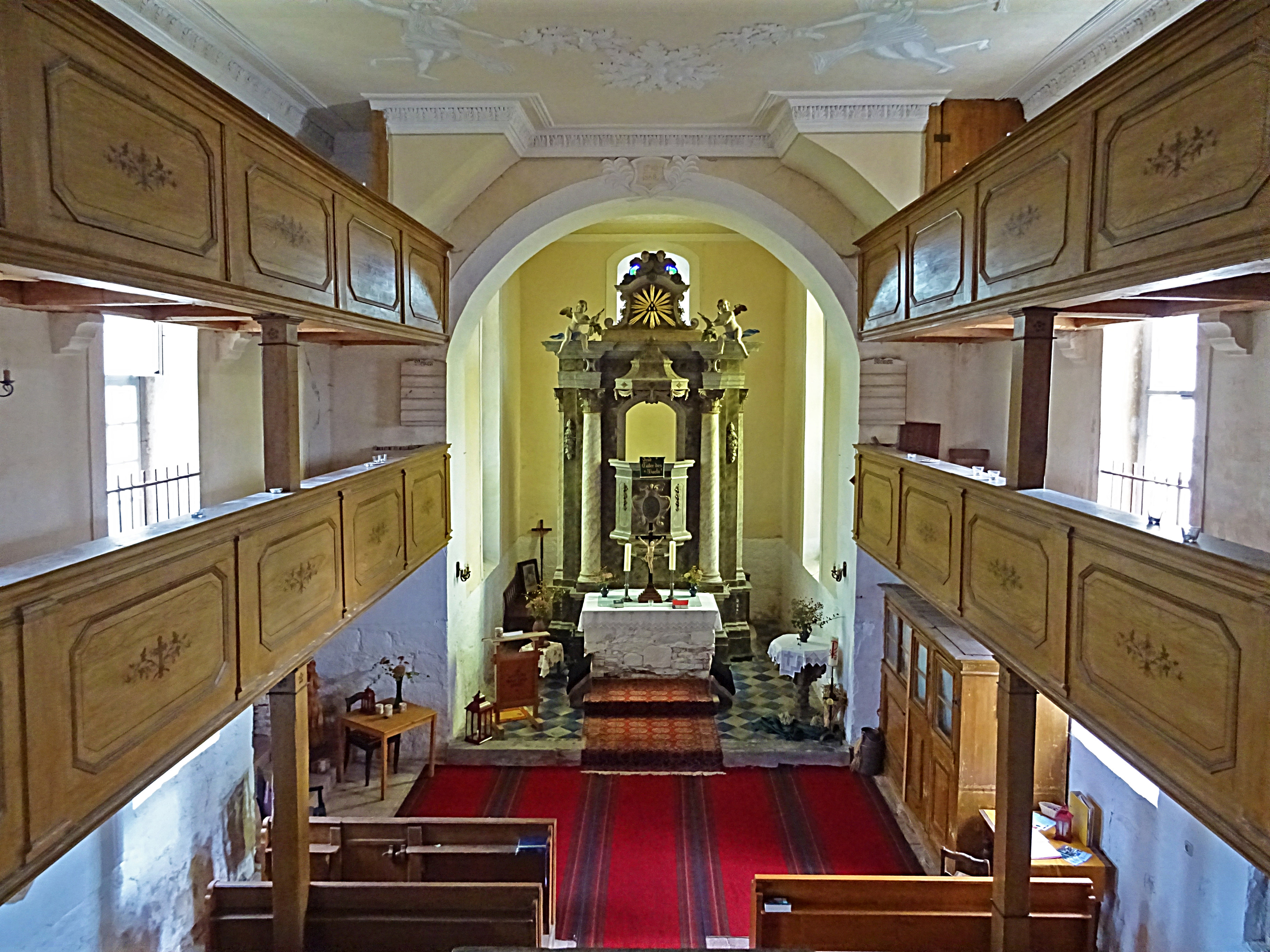
Innenansicht

Die evangelisch-lutherische, denkmalgeschützte Dorfkirche Kopitzsch steht in Kopitzsch, einem Ortsteil der Gemeinde Miesitz im Saale-Orla-Kreis in Thüringen. Die Kirchengemeinde Kopitzsch gehört zum Pfarrbereich Triptis im Kirchenkreis Schleiz der Evangelischen Kirche in Mitteldeutschland.

## Beschreibung
Der dreiteilige Gebäudekomplex aus einem rechteckigen Langhaus, einem eingezogene Chorturm und einer Apsis ist romanischen Ursprungs. Im 15. Jahrhundert wurde die romanische Apsis durch den Anbau einer Sakristei ersetzt. Im Süden befindet sich das Portal in einem Anbau. Das verputzte Kirchenschiff ist mit einem schiefergedeckten Satteldach versehen. Der quadratische Chorturm ist einschließlich seines achtseitigen Aufsatzes verputzt. Bedeckt ist er mit einer Haube, auf der eine offene Laterne thront, die mit einer Turmkugel bekrönt ist. Im Turm hängen zwei Bronzeglocken. Die größere trägt die Jahreszahl 1820, die kleinere kommt aus einer Glockengießerei in Apolda und stammt nach ihrer Beschriftung aus den 1960er Jahren. 
1738–1740 wurde das Gebäude barock umgestaltet. Es erhielt eine Kirchenausstattung, die in großen Teilen noch heute das Aussehen im Inneren prägt. Der Chor ist mit einem Kreuzgratgewölbe überspannt. Die beiden Fenster im Chor haben Motive im Jugendstil. Das Kirchenschiff wird mit einer Flachdecke aus Stuck überdeckt, die im Jahre 2010 grundlegend restauriert wurde. Die Jahreszahl 1888 im Triumphbogen gibt Zeugnis, dass in diesem Jahr an der Kirche gearbeitet wurde. 

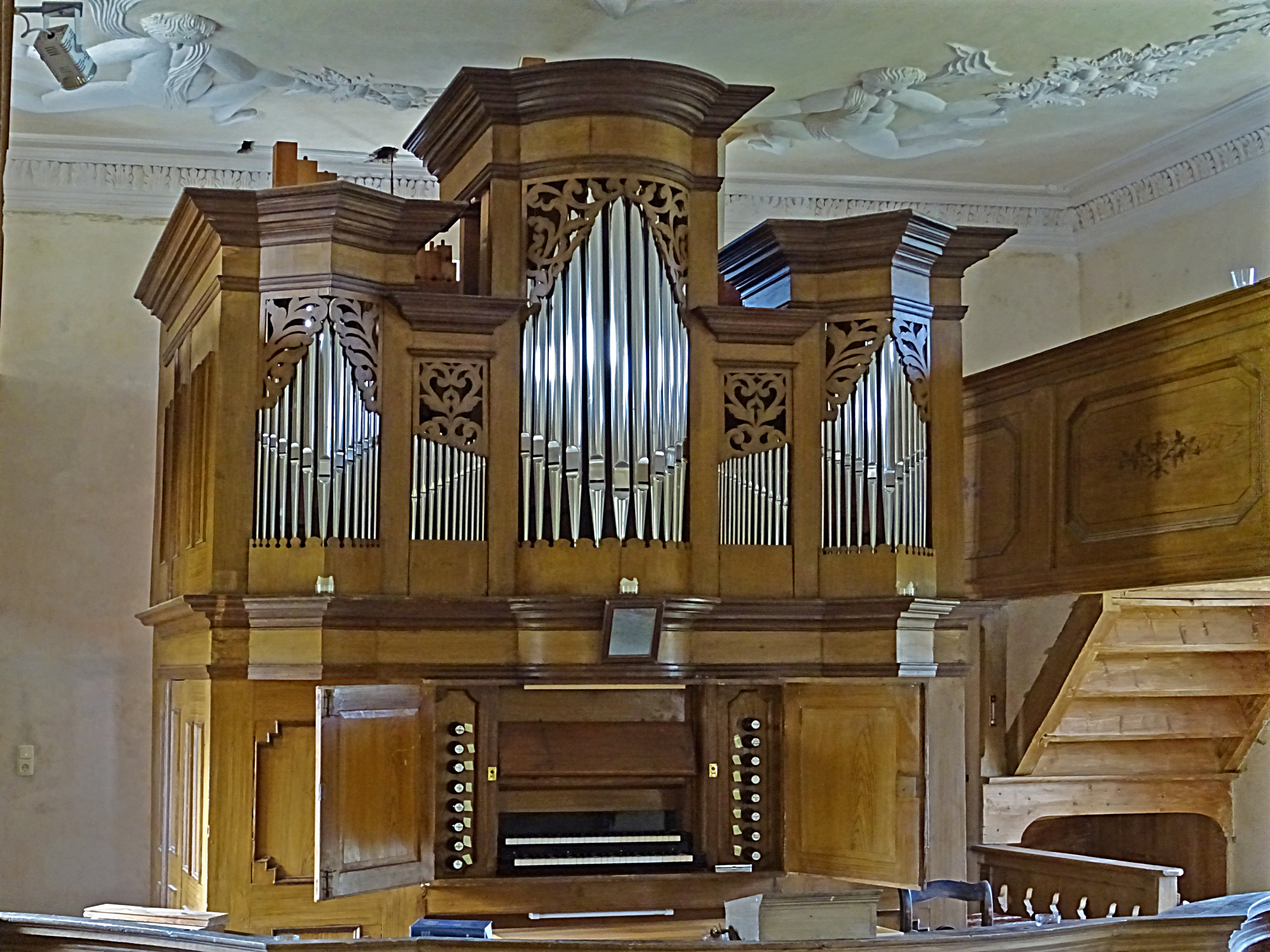
Orgel

Der im Zopfstil geschmückte Kanzelaltar hat korinthische Säulen und Gebälk. Über dem Schalldeckel leuchtet ein Strahlenkranz mit drei Flämmchen als Sinnbild der Trinität. Rechts und links daneben stehen zwei große Engelputten, der einzige figürliche Schmuck des Raums. An der Rückwand des Altars findet sich eine Inschrift, dass die Kanzel am 2. Juni 1817 bemalt wurde. Ein Taufbecken stammt aus der Zeit um 1740. 
Den Kirchenraum umgeben zweigeschossige Emporen, deren Brüstungen 1888 mit Schablonenmalerei versehen wurden. Auf der unteren Empore im Westen steht der Orgelprospekt aus der Entstehungszeit. Die Orgel mit 13 Registern, verteilt auf 2 Manuale und Pedal, wurde 1745 von Johann Georg Fincke gebaut und 1968 von Reinhard Schmeisser umgebaut.